# Agnete Munch-Petersen
Inger Agnete Munch-Petersen, född Horstmann 8 september 1917 i Sulsted, död 26 september 2004, var en dansk professor i biokemi.
Agnete Munch-Petersen var dotter till domprosten Peter Frederik Horstmann (1881–1955) och Gerda Petersen (1881–1918). Hon tog matematisk studentexamen från Ålborg katedralskole 1935 och flyttade därefter till Köpenhamn för att studera till kemiingenjör vid Polyteknisk Læreanstalt. Hon tog examen 1942 och gifte sig 1943 med sin studiekamrat Jon Palmgren Munch-Petersen, son till professorn Jon Julius Munch-Petersen och lektorn Valfrid Palmgren. Efter bröllopet flyttade paret till Sverige där Agnete Munch-Petersen arbetade oavlönat på Lunds universitet för professor Torsten Thunberg. Hon blev sedan anställd på Leo Läkemedel AB:s laboratorier i Helsingborg (1943–1945).
Efter krigsslutet flyttade Agnete Munch-Petersen med familj tillbaka till Köpenhamn. Hon arbetade som assistent till Fritz Buchthal vid organisk-kemiska laboratoriet på Köpenhamns universitets neurofysiologiska institut (1945–1952). Hon var därefter assistent vid Cytofysiologisk Institut för professor Herman Kalckar (1952–1955). Arbetet med Kalckar kom att få stor betydelse för hennes egen karriär som professor. Hon var sedan universitetsadjunkt vid Fibigerlaboratoriets kemiska avdelning (1955–1960). Genom ett stipendium från American Association of University Women kunde hon genomföra ett utbytesår vid University of California, Berkeley 1955. Hon tog doktorsexamen 1959 med avhandlingen Nukleotid-aktiverede fosforsyreestre. Hon blev anställd som amanuens vid institutet för biologisk kemi på Köpenhamns universitet 1960. Hon utsågs till professor i biokemi 1967, en ställning hon innehade till pensionen 1987.

## Erkännanden
- Tagea Brandts rejselegat for kvinder (1968)